# 普罗旺斯地区艾克斯TGV站
普罗旺斯地区艾克斯TGV站（法語：Gare d'Aix-en-Provence TGV），简称艾克斯TGV站，是一个位于法国南部罗讷河口省卡布里叶市的高铁车站，於2001年正式开始运行，是LGV（法國高速鐵道）地中海線上的一站。由法国国家铁路公司运营。名義上是服務艾克斯（即普罗旺斯地区艾克斯），但實際上车站位于艾克斯市区西南15公里处。距离艾克斯TGV站较近的市镇还有维特罗勒和北馬賽。

## 停靠线路
以下列车线路停靠普罗旺斯地区艾克斯TGV站：
| 普罗旺斯地区艾克斯TGV站列车线路表 |           |                       |             |              |
| 线路                              | 车种      | 上一站                | 下一站      | 大致运行频率 |
| 巴黎—马赛                         | TGV/iDTGV | 阿维尼翁TGV           | 马赛        | 每天8趟左右  |
| 巴黎—尼斯/文蒂米利亚              | TGV/iDTGV | 阿维尼翁TGV           | 土伦        | 每天4趟左右  |
| 巴黎—土伦/埃耶尔                  | TGV       | 巴黎里昂              | 马赛        | 每天2趟左右  |
| 南特/雷恩—马赛                    | TGV       | 瓦朗斯TGV/阿维尼翁TGV | 马赛        | 每天2趟左右  |
| 勒阿弗尔—马赛                     | TGV       | 阿维尼翁TGV           | 马赛        | 每天1趟      |
| 阿讷西—马赛                       | TGV       | 阿维尼翁TGV           | 马赛        | 每周3趟左右  |
| 布鲁塞尔/里尔—马赛/尼斯           | TGV       | 瓦朗斯TGV/阿维尼翁TGV | 马赛        | 每天2趟左右  |
| 法兰克福/斯特拉斯堡—马赛          | TGV       | 瓦朗斯TGV/阿维尼翁TGV | 马赛        | 每天2趟左右  |
| 卢森堡/梅斯/第戎—马赛/尼斯        | TGV       | 瓦朗斯TGV/阿维尼翁TGV | 马赛        | 每天2趟左右  |
| 马赛—马德里                       | TGV       | 马赛                  | 阿维尼翁TGV | 每天1趟      |
| 马恩拉瓦莱-谢西—马赛              | Ouigo     | 阿维尼翁TGV           | 马赛        | 每天2趟左右  |
| 1. 2.                             |           |                       |             |              |

## 配套交通

### 城际客运
普罗旺斯-阿尔卑斯-蔚蓝海岸大区客运公司（LER）提供由普罗旺斯地区艾克斯TGV站前往普罗旺斯地区艾克斯、迪涅莱班、马赛机场、锡斯特龙、加普以及直达尼斯的大巴车。

### 市内交通
普罗旺斯地区艾克斯站暂无城市公共交通线路。

## 临近车站
| 普罗旺斯地区艾克斯TGV站（Gare d'Aix-en-Provence-TGV） |                      |              |
| 上行车站                                              | 线路                 | 下行车站     |
| 阿维尼翁TGV站                                         | 法国高速铁路地中海线 | 马赛圣夏尔站 |